# Bugula decipiens
Bugula decipiens är en mossdjursart som beskrevs av Hayward 1981. Bugula decipiens ingår i släktet Bugula och familjen Bugulidae. Inga underarter finns listade i Catalogue of Life.